# Аиша
 Тази статия е за съпругата на Мохамед.  За латвийската певица вижте Айша (латвийска певица).  
Аиша (на арабски: عائشة‎, [ʕaːʔiʃa]) е съпруга на основоположника на исляма Мохамед.

## Биография
Тя е родена около 605 или 613 година в Мека в семейството на бъдещия пръв халиф Абу Бакр. Омъжва се за Мохамед в 620 година. Играе активна роля в живота на ислямската общност както преди, така и след неговата смърт, като често е наричана с прозвището Майка на вярващите. През 656 година по време на Първата фитна тя лично води противниците на халифа Али ибн Абу Талиб в Битката на камилата.
Аиша умира на 13 юли 678 година в Медина.